# 럭키 루이
《럭키 루이》(영어: Lucky Louie 러키 루이[*])는 2006년 HBO에서 방영된 미국의 시트콤이다. 2006년 9월 후속 시즌 제작이 취소되었다.

## 개요
친구 마이크의 머플러 전문 자동차 정비소에서 시간제 정비공으로 일하는 노동자 계층 보통 사람 루이, 가장 역할을 하는 정규직 간호사 아내 킴, 네 살짜리 딸 루시의 일상을 그린다.

## 출연
- 루이 C.K. - 루이 역
- 패멀라 애들론 - 킴 역
- 켈리 굴드 - 루시 역
- 마이크 해거티 - 마이크 역
- 제리 마이너 - 월터 역
- 킴 호손 - 엘런 역
- 릭 셔피로 - 제리 역
- 에마 스톤 - 섀넌 역